# Anthidiellum ludiense
Anthidiellum ludiense är en biart som beskrevs av Wu 1992. Anthidiellum ludiense ingår i släktet Anthidiellum och familjen buksamlarbin. Inga underarter finns listade i Catalogue of Life.